# Mazeppa aux loups
Mazeppa aux loups est une peinture à l'huile sur toile créée par le peintre français Horace Vernet en 1826. Elle s'inspire de la légende romantique du hetman ukrainien Ivan Mazepa.
La peinture est conservée au musée Calvet d'Avignon.

## Réalisation et attribution

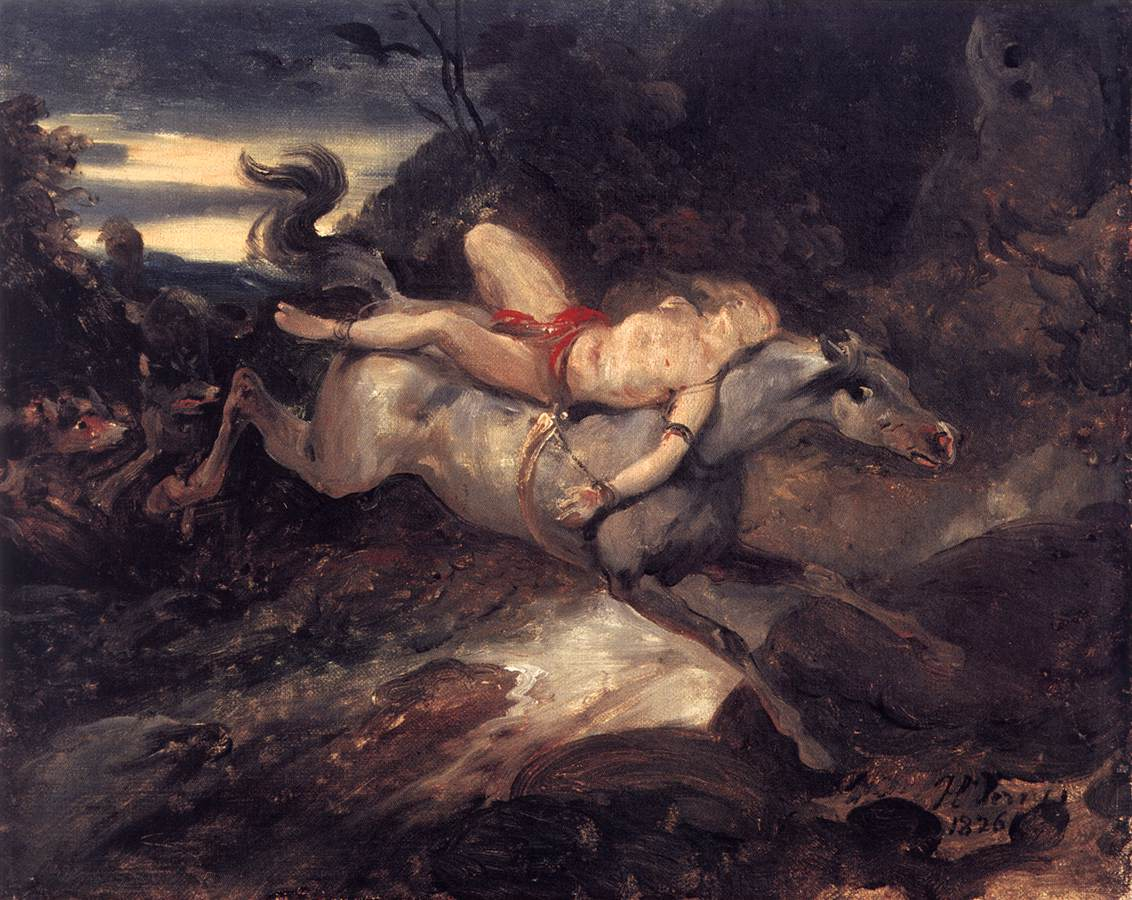
Croquis préparatoire.

Il existe deux versions du Mazeppa aux loups.
La peinture originale est créée en 1798 par Carle Vernet. L'œuvre originale avait été endommagée par Horace Vernet dans son atelier, alors qu’il s'exerçait à l’escrime. Cet incident décida le peintre a en réaliser une réplique, qui fut acquise par la Fondation Calvet en 1826.
La vie romancée du hetman Mazeppa a inspiré Victor Hugo ainsi que de nombreux peintres, plus particulièrement en ce qui concerne sa traversée des plaines d'Ukraine attaché sur le dos d'un cheval sauvage.

## Description
Le tableau montre Mazeppa agonisant sur le dos d'un cheval, pendant que des loups le poursuivent, en comptant sur « une proie certaine » ; la scène revêt à ce titre un caractère tragique. Mazeppa est figuré nu et de face, attaché au cheval avec un lien rose saumon qui laisse voir son sexe.
Il s'agit d'une peinture à l'huile sur toile de 33 × 41 cm.

## Parcours du tableau
Le tableau est présenté au Salon de peinture et de sculpture de 1827. Il est désormais conservé au musée Calvet d'Avignon.